# God of War: Ragnarök
God of War: Ragnarök (укр. Бог війни: Ра́гнарок) — відеогра в жанрі пригодницького бойовика, розроблена Santa Monica Studio і видана Sony Interactive Entertainment (SIE). Випущена 9 листопада 2022 року для PlayStation 4 та PlayStation 5, а для платформи Windows 19 вересня 2024 року. Це дев'ята частина у серії God of War, дев'ята хронологічно та продовження God of War 2018 року. Базується на скандинавській міфології, події відбуватимуться у стародавній Норвегії, з героями — Кратосом, колишнім грецьким Богом війни та його молодим сином Атреєм. Очікується, що в грі почнуться події Рагнарока- есхатологічну подію, яка є центральною в скандинавській міфології і була передбачена в попередній грі після того, як Кратос убив бога асів Бальдура.
Ігровий процес схожий на попередню частину 2018 року. У ньому присутні комбо-бої, а також елементи головоломки та рольової гри. Ігровий процес був оновлений у порівнянні з попередньою грою: на додаток до основної зброї Кратоса, магічної бойової сокири та його подвійних лез, він також отримує магічний спис, а його щит став більш універсальним, з різними типами щитів, які мають різні наступальні та захисні здібності. Його син Атрей, як і деякі інші персонажі, надають допомогу в бою і можуть бути пасивно керованими. Крім того, вперше в серії з'явилися сюжетні місії, де гравець повністю контролює Атрея; його геймплей схожий на Кратоса, але він використовує свій магічний лук як зброю. У грі також з'явилося більше типів ворогів і міні-босів, ніж у попередній частині. Спочатку запланована на 2021 рік, гра була відкладена частково через проблеми зі здоров'ям виконавця ролі Кратоса Крістофера Джаджа в серпні 2019 року, а пізніше - через вплив пандемії COVID-19 на розробку.
Ragnarök отримав загальне визнання критиків і був високо оцінена за сюжет, персонажів, візуальні ефекти, дизайн рівнів, музику та загальне покращення ігрового процесу порівняно з попередницею. Гра отримала нагороду "Гра року" на церемонії Titanium Awards і була номінантом на цю ж нагороду на церемонії The Game Awards 2022, де перемогла в категоріях "Найкращий сюжет", "Найкращий екшн/пригодницький жанр" та "Інновації в доступності", серед інших нагород і номінацій. Вона також перемогла у номінації "Пригодницька гра року" на 26-й щорічній церемонії нагородження D.I.C.E. Awards. Гра отримала 15 номінацій на 19-й церемонії вручення нагород Британської академії ігор, що є найбільшою кількістю номінацій для будь-якої гри в історії церемонії, з яких вона виграла шість нагород, включаючи нагороду EE Game of the Year Award. Гра мала комерційний успіх, продавши 5,1 мільйона одиниць за перший тиждень, ставши найшвидше продаваною першокласною грою в історії PlayStation. До початку лютого 2023 року було продано 11 мільйонів копій гри.

## Ігровий процес
God of War Ragnarök - це пригодницький екшен від третьої особи. Вона має вільну камеру через плече, в той час як кінематографічно гра представлена безперервним кадром, без перерв між кадрами та екранами завантаження. Ігровий процес схожий на попередню частину, God of War (2018), і, як і в тій грі, вона розрахована лише на одного гравця. Протягом гри гравці борються зі скандинавськими міфологічними ворогами, з більшою кількістю типів ворогів, ніж у попередній частині, включаючи нових ворогів, таких як айнхер'яр, віверни, сталкери (кентавроподібні істоти з рогами), фантоми, людські рейдери та ноккени, серед багатьох інших. Розробники також додали більше міні-босів, щоб зробити гру більш різноманітною.
Гравець керує персонажем Кратосом у комбінованому бою з елементами головоломки. Основна зброя Кратоса - магічна бойова сокира "Сокира Левіафана" та його фірмові клинки з подвійним ланцюгом - "Клинки Хаосу". Він також носить свій оригінальний Щит Охоронця і використовує прийоми рукопашного бою. Сокира Левіафана наповнена магією крижаної стихії. Його можна кидати у ворогів і магічним чином повертати назад у руку, подібно до молота Тора Мьольнір. Зброю можна кидати в об'єкти довкілля, щоб викликати руйнівний вибух, а також заморожувати об'єкти та деяких ворогів на місці для вирішення головоломок, доки її не буде відновлено. Клинки Хаосу, наповнені магією стихії вогню, являють собою пару клинків, прикріплених до ланцюгів, якими можна розмахувати, виконуючи різні маневри. Нова механіка для Раґнарока полягає в тому, що леза можна використовувати як гак, щоб долати прірви та піднімати предмети, щоб кидати їх у ворогів. Кратос також отримує нову зброю під назвою Спис Драупніра, спис ближньої та дальньої атаки, який наповнений магією стихії вітру і може створювати свої копії; Кратос може кинути кілька списів у ворога, а потім змусити їх вибухнути всі одночасно. Спис також використовується для подолання або розблокування певних шляхів. Кожна зброя має стандартні легкі та важкі атаки. Їх можна покращувати за допомогою рун, щоб отримати магічні рунічні атаки, а також слоти для легкої та важкої магічної атаки, забезпечуючи різноманітні варіанти стилю гри. Крім того, була додана здатність "Рух з підписом зброї", яка вивільняє потужну магічну атаку для екіпірованої зброї. Ще одна додана механіка полягає в тому, що, перебуваючи на вищому виступі, гравець може стрибнути вниз, щоб виконати потужну атаку зброєю по ворогах внизу.
Розробники також модернізували щит для універсальності, що виходить за рамки простого парирування; різні щити можна отримати і використовувати в наступі або захисті, залежно від того, який з них екіпірований. Менші щити більше призначені для парирування і можуть оглушити ворогів, тоді як більші - для захисту і можуть створювати велику хвилю енергії, щоб відкинути ворогів назад. Здатність Кратоса "Спартанська лють" також була оновлена до трьох варіантів: Лють, Доблесть і Гнів. Лють - це стандартний режим для Spartan Rage, ідентичний до попередньої гри, в якому Кратос використовує атаки голими руками, щоб завдати значної шкоди ворогам. Доблесть витрачає енергію люті на відновлення здоров'я, а також може бути використана як парирування, якщо її точно активувати, тоді як Гнів вивільняє потужну атаку екіпірованою зброєю.
Персонаж Атрей надає допомогу за допомогою штучного інтелекту, допомагаючи в бою, пересуванні, дослідженні та вирішенні головоломок. Гравець може пасивно керувати Атреєм, диктуючи, куди він випускає стріли з лука - в бою чи для вирішення головоломок, а також яких магічних спектральних тварин він може викликати для подальшої допомоги в бою. Крім того, бої Атрея були оновлені, щоб відобразити ріст персонажа. Він має довші комбо, може починати бій раніше за Кратоса, а його магічні здібності були розширені. У грі також є моменти, коли інший персонаж буде супроводжувати Кратоса замість Атрея, і ним теж можна пасивно керувати. Вперше в серії God of War гравець може грати повністю за іншого персонажа, окрім Кратоса (не враховуючи мультиплеєра Ascension). Це відбувається лише під час деяких сюжетних місій, коли Атрей вирушає сам, без Кратоса, і гравець отримує повний контроль над Атреєм. Його геймплей схожий на Кратоса в тому, що він може вести бій на ближній дистанції, вражаючи ворогів своїм луком, і може атакувати з дальньої дистанції, використовуючи свій лук для стрільби стрілами. Крім того, він володіє спеціальними магічними стрілами, може створювати щит з магії і викликати магічних спектральних тварин для допомоги в бою. Атрей також має власну здатність люті, в якій він перетворюється на вовка (а пізніше на ведмедя), щоб завдати більшої шкоди. Під час цих місій Атрея зазвичай супроводжує інший персонаж, і гравець може пасивно керувати цим персонажем так само, як і Атреєм, коли грає за Кратоса. У деяких місіях Атрей має магічний плавучий меч на ім'я Інгрід, який замінює персонажа, що його супроводжує.
У грі збережено елементи рольової відеоігри (RPG) з частини 2018 року. Сюди входить система крафтингу з багатьма тими ж ресурсами для створення нових обладунків або покращення існуючих обладунків та зброї з кращими характеристиками. Також є багато побічних квестів за межами основного сюжету гри. У Ragnarök також додана функція трансмогрифікації обладунків, яка дозволяє гравцеві змінювати зовнішній вигляд екіпірованих обладунків на будь-які інші придбані обладунки, не втрачаючи при цьому жодної статистики екіпірованих обладунків.
Ragnarök має понад 70 варіантів доступності. Система користувацького інтерфейсу (UI) гри була перероблена "для забезпечення більшої гнучкості та читабельності", а також було додано більше можливостей кастомізації бойових систем та систем взаємодії. Всі функції доступності з частини 2018 року були збережені, але також розширені, щоб дозволити гравцям налаштувати ігровий процес відповідно до власного стилю гри та потреб.

## Анотація

### Налаштування
Дія Ragnarök розгортається у світі норвезької міфології, через три роки після попередньої гри. На відміну від попередньої частини, у цій грі ви відвідаєте всі дев'ять королівств скандинавської міфології в рамках сюжету. Мідґард - первинне царство, яке перетворилося на холодну пустку, що кардинально змінилася під впливом Фімбулвінтер, трирічної зими, яка почалася після завершення попередньої гри. Озеро Дев'яти, яким раніше можна було пересуватися на човні, тепер замерзло, і Кратос використовує сани та двох домашніх вовків, щоб пересуватися по цій місцевості. Серед інших королівств, що повертаються, - Альвгейм, містичний дім темних і світлих ельфів; Гельгейм, крижана земля мертвих; Йотунгейм, земля велетнів; вогняне королівство Муспельгайм і туманне королівство Ніфлгайм, тепер вкрите льодом і снігом - останні два королівства раніше були необов'язковими для дослідження. Три нові царства для Раґнарока включають Свартальхейм, промислову обитель гномів; Ванахейм, пишний дім богів Ванірів, а також велетенських вовків Сколль і Гаті; і Асґард, скромний дім богів асів, який можна відвідати лише під час розповіді, а після її завершення його не можна буде відвідати.

### Персонажі

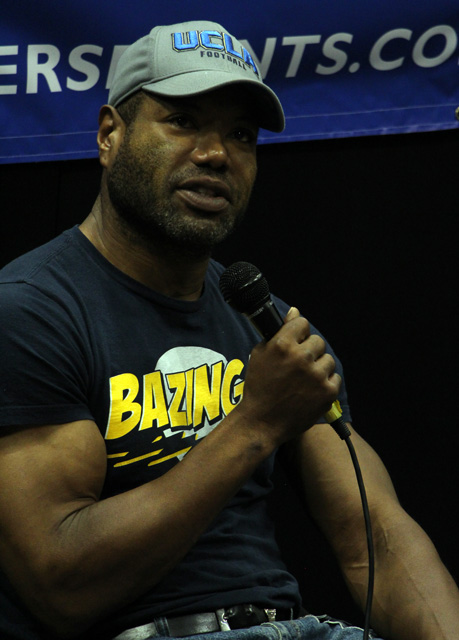
Крістофер Джадж (на фото 2015 року) зобразив Кратоса, повторивши роль з частини 2018 року.

Головні герої - Кратос (Крістофер Джадж) та його син-підліток Атрей (Санні Салджик). Кратос - колишній грецький бог війни, в той час як Атрей - наполовину велетень, наполовину бог, наполовину смертний, і його також називають своїм велетенським ім'ям Локі. Після завершення попередньої гри Кратос і Атрей переховуються у своєму будинку в королівстві Мідгард, готуючись до неминучої битви, що чекає на них попереду. Їх часто супроводжує голова Міміру (Аластер Дункан), який стверджує, що він найрозумніша людина на світі, і є вірним супутником, який надає знання та поради. Серед інших головних персонажів, що повертаються, - Фрейя (Даніель Бісутті), ванірська богиня, колишня королева валькірій, колишня дружина Одіна, також відома як Фріґґ, яка прагне помститися Кратосу та Атрею за смерть свого сина Бальдура; Брати Хульдри, Брок (Роберт Крейгхед) і Сіндрі (Адам Гаррінгтон), пара гномів-ковалів, які допомагають Кратосу й Атрею кувати нове спорядження, а також знайшли спосіб подорожувати в інші світи, не використовуючи таблицю подорожей між світами в храмі Тира. Новий персонаж - Ангрбода (Лайя ДеЛеон Хейз), один з останніх велетнів, які переховувалися в Йетунхеймі у відокремленому лісі під назвою Залізний ліс, захищаючи своїх тварин.
Головний антагоніст гри - бог асів Одін (Річард Шифф), король Асґарду і Всеотець Дев'яти Царств. Невидимий персонаж попередньої гри, він є патологічним брехуном і маніпулятором, одержимим ідеєю запобігти своїй загибелі в Раґнарёку, і буде використовувати будь-які засоби, щоб зупинити це. Він втратив око, заглядаючи в розлом між світами в надії знайти відповіді, щоб запобігти катастрофічній події. Його круки, серед яких Гуґін і Мунін, дозволяють йому та асам вільно подорожувати до будь-якого світу, і вони є його пильними очима над ними. Тор (Райан Херст), асирський бог грому і старший син Одіна, є другорядним антагоністом; він є зведеним братом Бальдура і батьком Моді та Магні, яких Кратос і Атрей вбили в попередній грі. Він володіє молотом Мйольнір, яким вбиває велетнів, хоча сам є частково велетнем, і виконує накази свого батька, хоча той постійно його принижує. Інший антагоніст - бог асів Хеймдалл (Скотт Портер), ще один син Одіна і зведений брат Тора, який має комплекс вищості і вважає себе недоторканним завдяки своїй здатності до передбачення. Відомий як «Вісник Раґнарёка», він охороняє Асґард від загроз, їздить верхи на коні Гулльтопрі і володіє магічним рогом Ґ'яллархорн, який сповіщає про початок Раґнарёка і відкриває одночасну подорож до Асґарду з інших світів.
Серед інших персонажів - Фрейр (Бретт Далтон), брат-близнюк Фрейї Ванір, який очолює опір проти Одіна та асів у Ванахеймі; Тюр (Бен Прендергаст), скандинавський бог війни, але мирний, який, як вважається, був убитий Одіном до подій попередньої гри; Сіф (Емілі Роуз), золотоволоса дружина Тора, есірка, яка хоче, щоб Тор протистояв Одіну; Труд (Міна Сундволл), дочка Тора і Сіф, яка мріє стати валькірією і не знає про справжню природу Одіна; і Сурт (Кріс Браунінг), вогняний велетень, який живе в Муспельгеймі. Також з'являються три норни, які є долями скандинавської міфології: Урр (Кейт Міллер), норн, що асоціюється з минулим, Верданді (Емілі О'Брайен), норн, що асоціюється з теперішнім, і Скульд (Шелбі Янг), норн, що асоціюється з майбутнім. Друга дружина Кратоса - мати Атрея - Лауфі (Дебора Енн Волл), Велетка, яку скорочено називають Фей і яка померла незадовго до початку попередньої гри, з'являється у флешбеках Кратосу, готуючи його до своєї смерті і виконуючи своє останнє бажання, яке було основою попередньої гри.
У доповненні Valhalla повертається грецький бог сонця Геліос (Кріспін Фрімен), який з'являється у вигляді ілюзорної голови під час подорожі Кратоса і Мімір до Вальгалли, ненадовго займаючи місце Мімір; Геліос насміхається і глузує з Кратоса про його минуле і його бажання спокути. Валькірії Сіґрун (Місті Лі), Ґуннр (Анна Кемпбелл) та Ейр (Сара Соколович), які грали другорядні ролі у «Раґнарёку», виступають провідниками Кратоса та Міміра у Вальгаллі.

## Реліз
God of War Ragnarök вийшла у світ 9 листопада 2022 року для PlayStation 4 та PlayStation 5. Гравці, які придбали версію для PS4, можуть оновити її до версії для PS5 за 10 доларів США. Окрім стандартної базової гри (фізичної та цифрової), існують три спеціальні видання: Jötnar Edition, Collector's Edition та Digital Deluxe Edition. Ранні копії базової гри також продавалися як Launch Edition і включали скіни Risen Snow Armor і Tunic для Кратоса і Атрея відповідно, які також входять до трьох спеціальних видань. Попередні замовлення на всі версії відкрилися 15 липня 2022 року .
Предмети як у виданні Jötnar Edition, так і в колекційному виданні розміщені в коробці під назвою «Святилище Хранителя Знань» (святилище, що фігурує в грі). Обидва видання включають чохол для гри SteelBook; однак вони не містять фізичної копії гри, лише цифрові версії для обох платформ. Центральним елементом обох видань є 16-дюймова копія молота Тора Мйольнір, а також 2-дюймові різьблені фігурки близнюків Ванірів (Фрейя та Фрейр). Фізичні предмети, ексклюзивні для видання Jötnar Edition, включають 7-дюймову вінілову платівку з музикою Беара МакКрірі, набір шпильок із зображенням Сокола, Ведмедя та Вовка (які представляють Фей, Кратоса та Атрея відповідно), репліку персня Драупніра, набір гральних кісток Брока та тканинну мапу Іґґдрасіля, на якій зображено кожне з дев'яти царств. Замість набору кубиків Брока в колекційному виданні є набір гномів. Цифрове делюкс-видання включає скіни обладунків і зброї Даркдейла для Кратоса і Атреуса, офіційний саундтрек God of War Ragnarök, міні-артбук від Dark Horse Comics, набір аватарів для PlayStation Network і фонову тему для PS4; всі ці DLC також включені в обидва фізичних спеціальних видання .
Окремо був доступний лімітований контролер DualSense з тематикою Раґнарёка для PS5.  Крім того, два набори для PS5 були доступні в той же день, що і реліз гри. Один набір був для дискової версії консолі, а інший - для цифрової, обидва включали звичайний контролер DualSense і код ваучера для завантаження стандартної версії гри.  Крім того, 29 листопада 2022 року вийшов офіційний артбук від Dark Horse Comics під назвою «The Art of God of War Ragnarök», як у стандартному, так і в делюкс-виданні.
З моменту запуску Santa Monica підтримувала гру патчами для виправлення помилок у програмному забезпеченні. Крім того, розробники додали нові функції разом з цими безкоштовними оновленнями. Фоторежим, про який було відомо ще до запуску, було додано в рамках патчу 3.00 5 грудня 2022 року. Він дозволяє гравцям робити кастомізовані скріншоти в грі, налаштовуючи, серед іншого, поле зору, глибину огляду, фільтри, а також видимість і вираз обличчя більшості головних персонажів. Режим «Нова гра плюс» (NG+) був доданий у патчі 4.00 5 квітня 2023 року. Гравці повинні завершити гру на будь-якій складності, перш ніж вони зможуть отримати доступ до цього режиму. Рівні досвіду та раніше придбане спорядження переносяться в NG+ (за кількома винятками, пов'язаними з ігровим прогресом), що збільшує максимальний рівень і додає нове спорядження та ресурси, які можна отримати, а також пристосування ворогів, щоб зробити їх більш складними. Також була додана можливість пропускати кат-сцени .
Незабаром після виходу Ragnarök, директор гри Ерік Вільямс заявив, що після запуску сюжетного доповнення, швидше за все, не буде . Однак, під час церемонії The Game Awards 2023 7 грудня, було анонсовано безкоштовне DLC під назвою God of War Ragnarök: Valhalla був анонсованийщо вийщло 12 грудня 2023 року, як епілог до Ragnarök. Хоча це епілог, у Valhalla можна грати, не завершуючи Ragnarök, але розробники рекомендували його завершити, щоб уникнути спойлерів базової гри .
У травні 2024 року під час заходу State of Play компанія Sony оголосила, що Ragnarök вийде для Windows ОС 19 вересня 2024 року, а також включатиме DLC Valhalla. Однак, версія для ПК вимагатиме наявності облікового запису PlayStation Network, що робить її недоступною для придбання в деяких країнах. ПК-версія підтримуватиме необмежену частоту кадрів, підтримку UltraWide та Nvidia DLSS 3.7/AMD FSR 3.1/Intel XeSS 1.3. Він також підтримуватиме трофеї PlayStation, які будуть розподілятися між ПК та консольною версіями гри . Гра вийшла в зазначений термін, але була дуже вибаглива до системних вимог гравців, що викликало багато невдоволення через погану оптимізацію для ПК версії.